# Barnardo's
Barnardo's è un'organizzazione di beneficenza fondata nel 1866 dal medico e filantropo irlandese Thomas Barnardo per prendersi cura di bambini e giovani. Nel 2007 ha speso £ 195 milioni all'anno su 394 progetti. Barnardo's ha sede a Barkingside, Redbridge, nella zona est di Londra.
L'organizzazione è stata fondata quando Thomas Barnardo ha aperto una scuola nell'East End di Londra per prendersi cura ed educare i bambini poveri del quartiere che erano rimasti orfani di recente a causa di un'epidemia di colera. Nel 1870 fondò un orfanotrofio all'indirizzo 18 Stepney Causeway. Quando morì nel 1905, le istituzioni di Barnardo si occupavano di oltre 8.500 bambini in 96 località. Il suo lavoro continua sotto il nome di Dr Barnardo's Homes.

## Migrazione infantile in Canada e Australia
Nel 1826, Robert Chambers, magistrato di polizia di Londra, raccomandò davanti a una commissione del parlamento britannico che i bambini londinesi in eccesso dovessero essere inviati nelle colonie britanniche. La sua raccomandazione divenne nota, decenni dopo, come programma di immigrazione infantile o Home Children.
Nel 1882, Barnardo inviò in Canada un primo gruppo di una cinquantina di bambini, credendo di salvarli da misere condizioni di vita. Viene rapidamente imitato.
Prima del 1900, Barnardo's inviava ogni anno in Canada circa 1.000 bambini della classe operaia, nati nelle periferie urbane svantaggiate, per un totale di circa 35.000 bambini tra il 1870 e il 1939.
Tuttavia, numerosi bambini sono vittime di abusi e maltrattamenti. Altri sentono che la loro vita è stata rubata.

## Tutela e adozione
Come risultato dei cambiamenti nella società britannica dalla metà del XX secolo, Barnardo's cambiò, occupandosi maggiormente di tutela e adozione e ribattezzandosi Dr Barnardo's. Nel 1989, in seguito alla chiusura del suo ultimo orfanotrofio, l'organizzazione ha adottato il nome semplificato di Barnardo's.
L'attuale benefattrice (patrono) di Barnardo è la regina Elisabetta II. Il suo amministratore delegato è Martin Narey, ex direttore del National Offender Management Service.
Oggi l'organizzazione si prende cura di bambini disabili, vittime di abusi sessuali, bambini con disturbi psichiatrici e bambini senzatetto, oltre a quelli affetti da HIV e AIDS. La maggior parte del lavoro è legato alla riduzione della povertà, in progetti che coinvolgono più di 115.000 bambini.